# الکساندر کابانل
الکساندر کابانل (فرانسوی: Alexandre Cabanel‎; ۲۸ سپتامبر ۱۸۲۳ – ۲۳ ژانویهٔ ۱۸۸۹) نقاش و استاد دانشگاه اهل فرانسه بود که موضوعات اساطیری، تاریخی و مذهبی را در سبک آکادمیک می‌کشید. او در نقاشی پرتره نیز چیره‌دست بود.
کابانل همچنین برندهٔ جوایزی همچون جایزه بزرگ رم و نشان لژیون دونور (فرمانده) شده‌است.

## نگارخانه

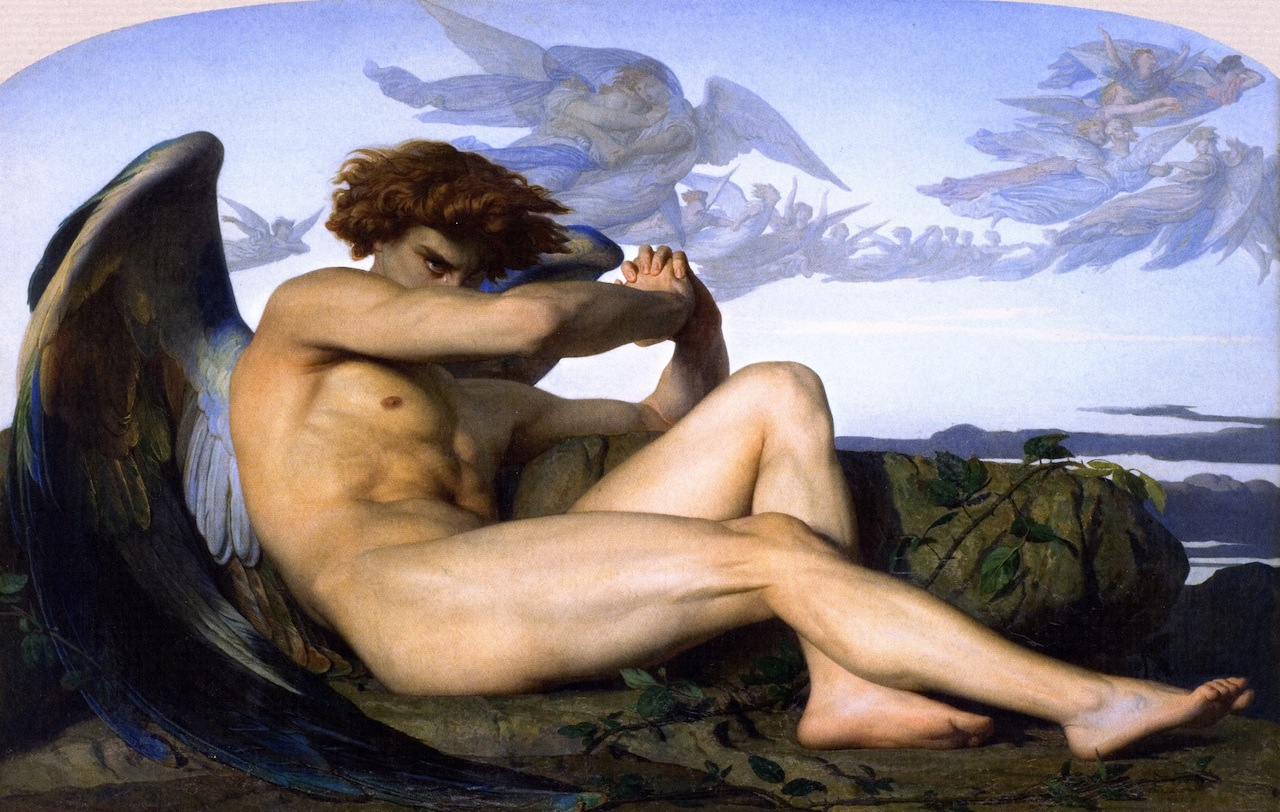
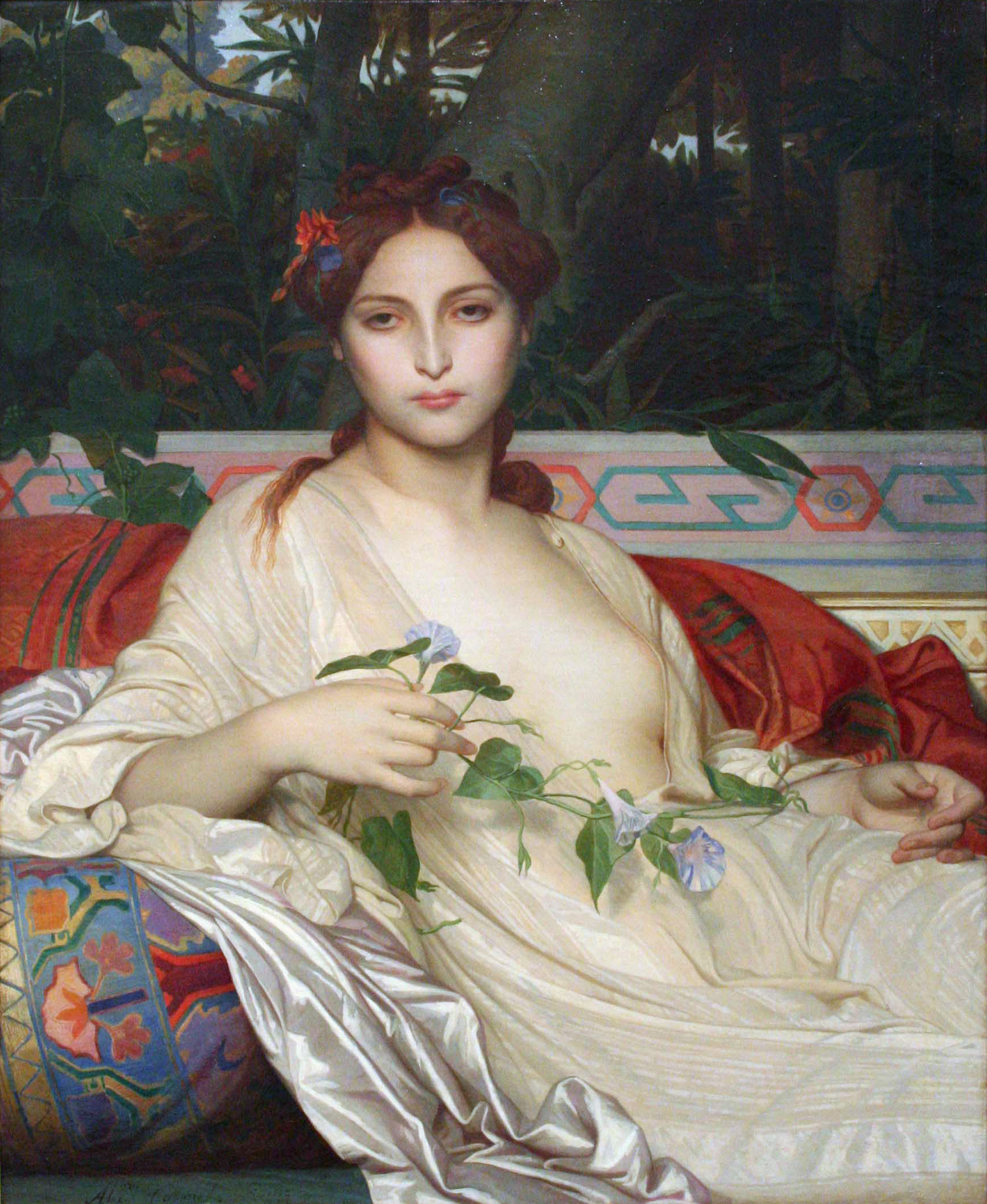
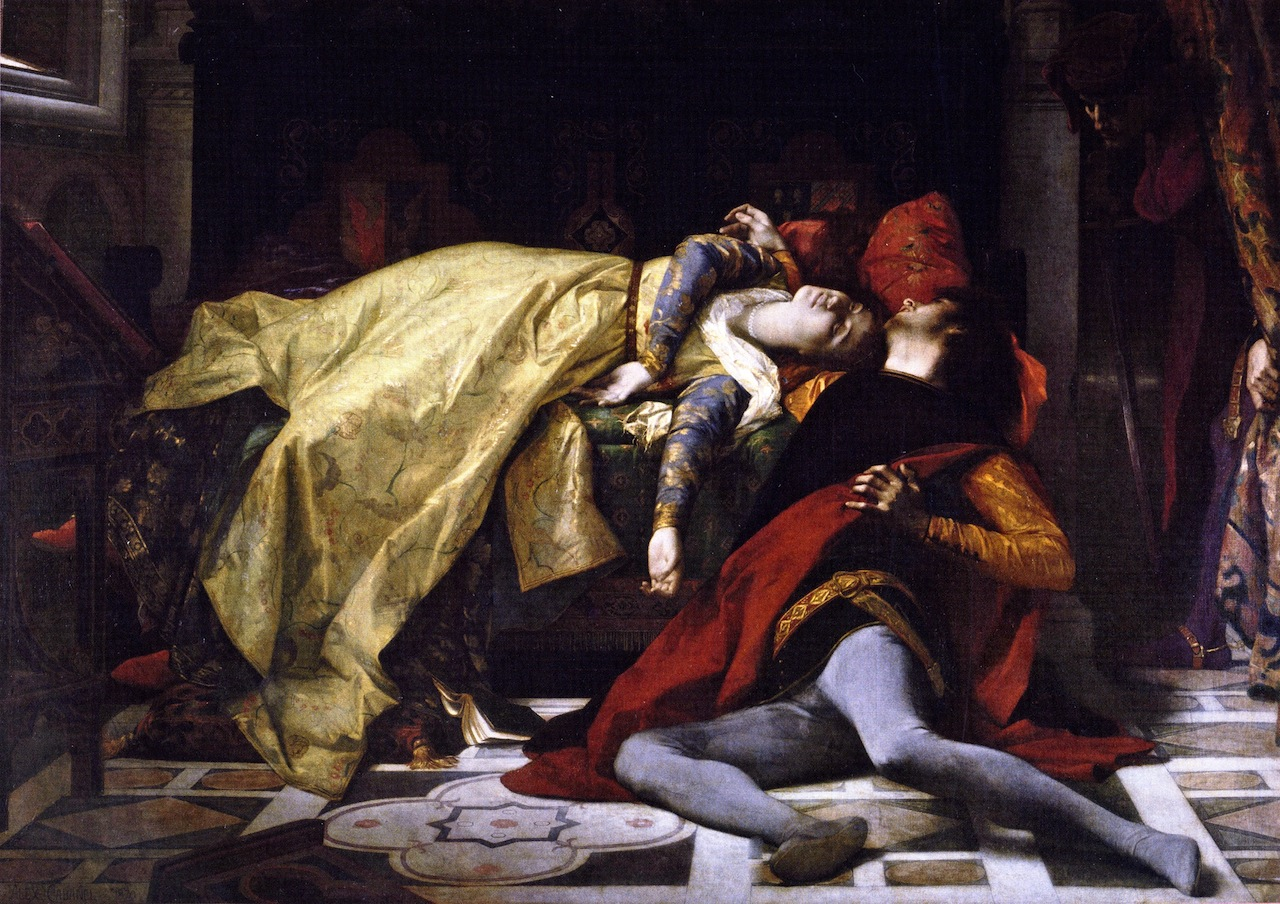
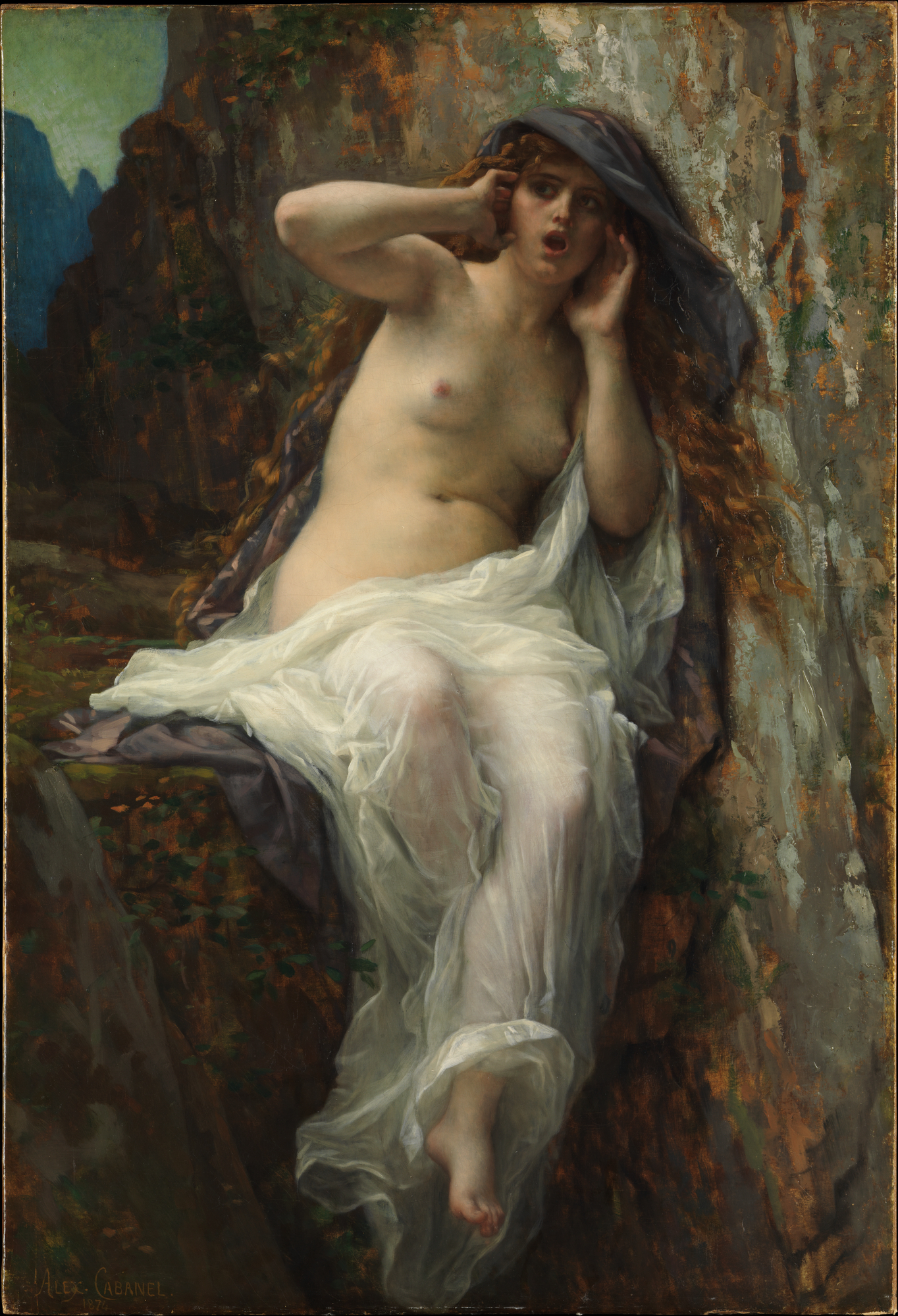
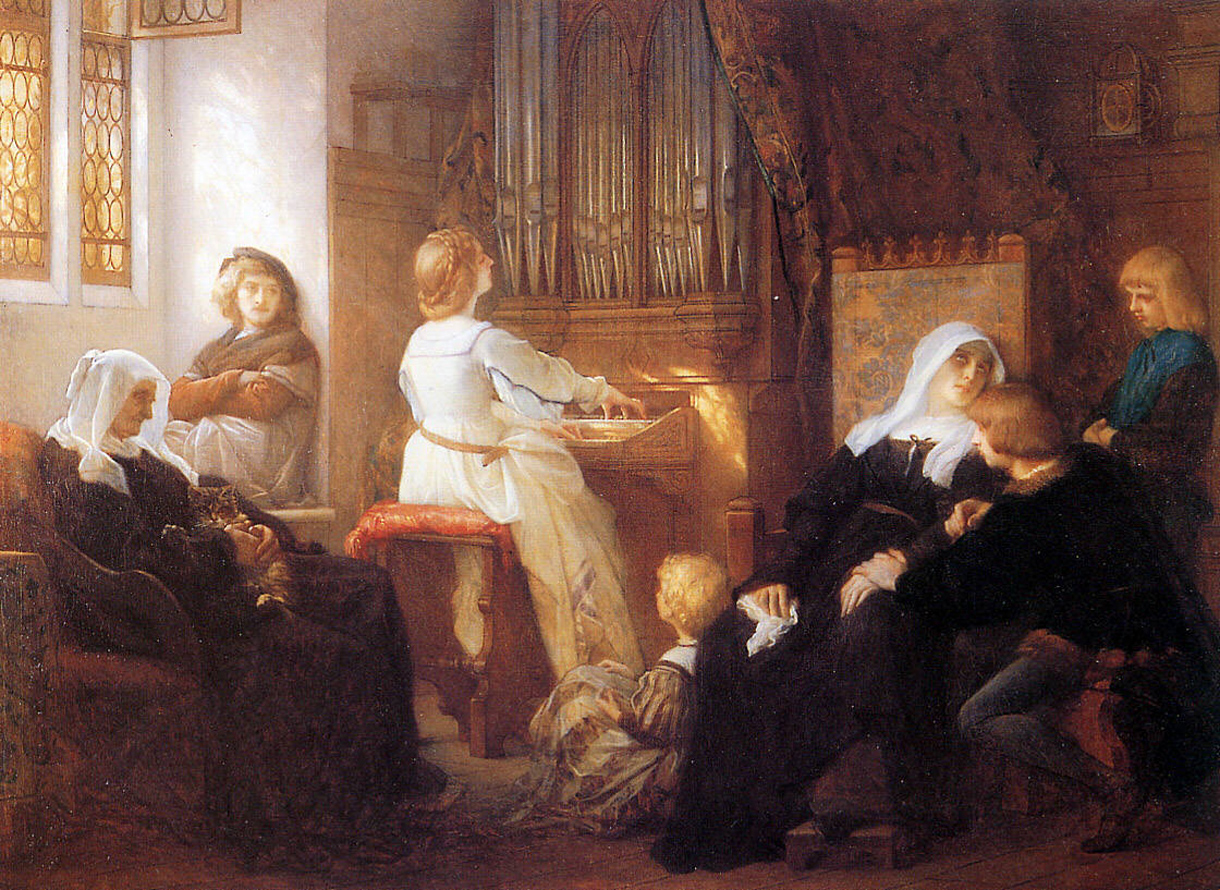
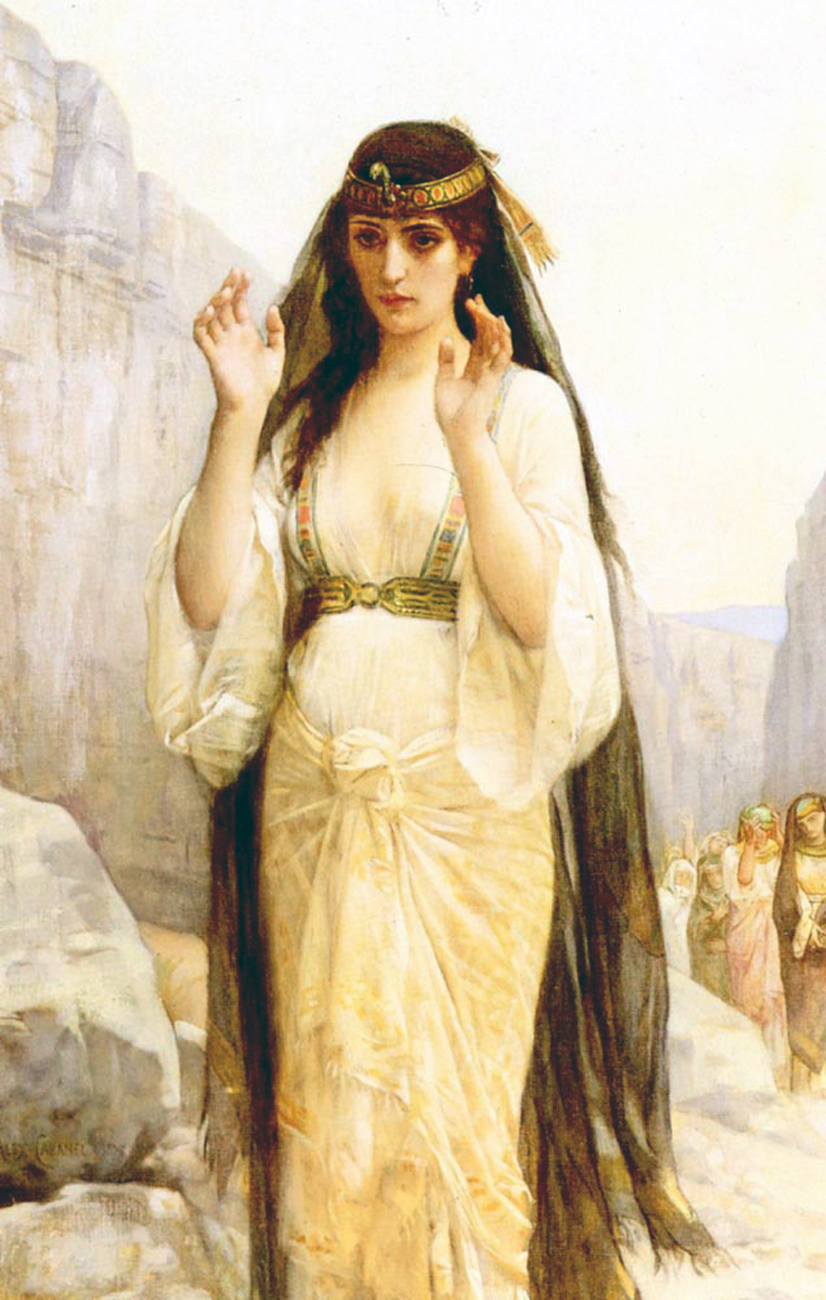
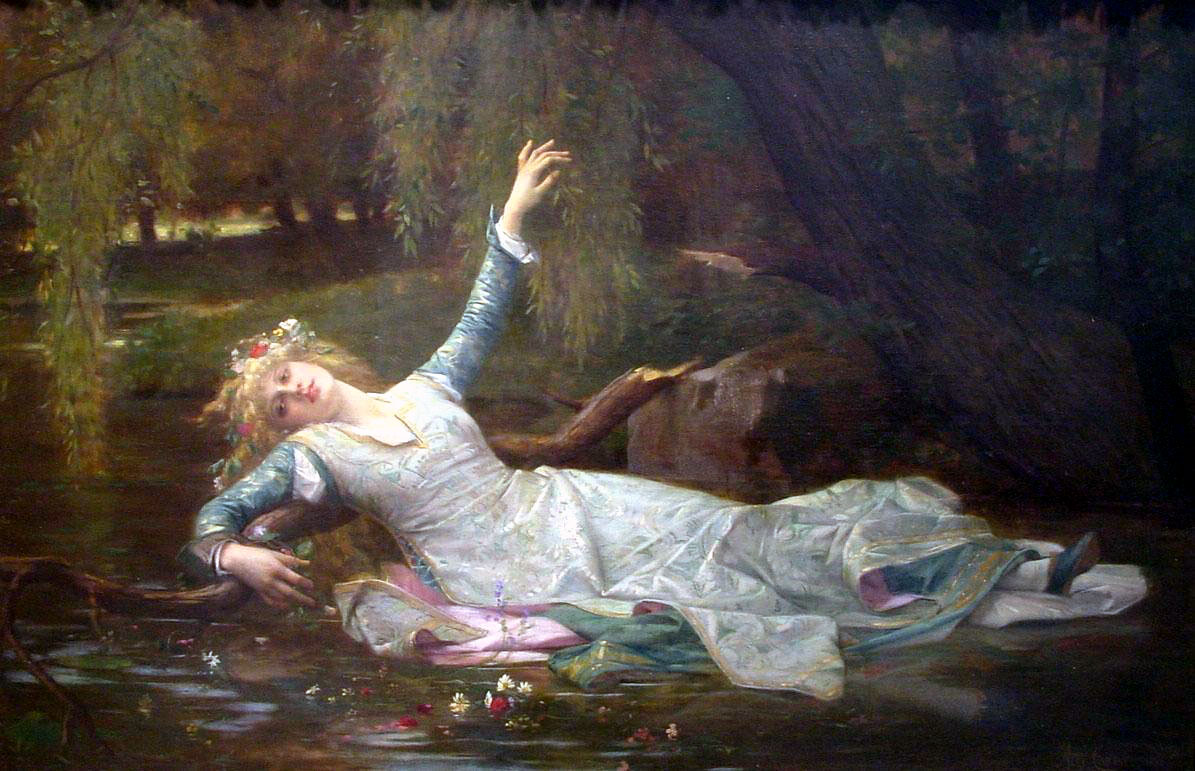
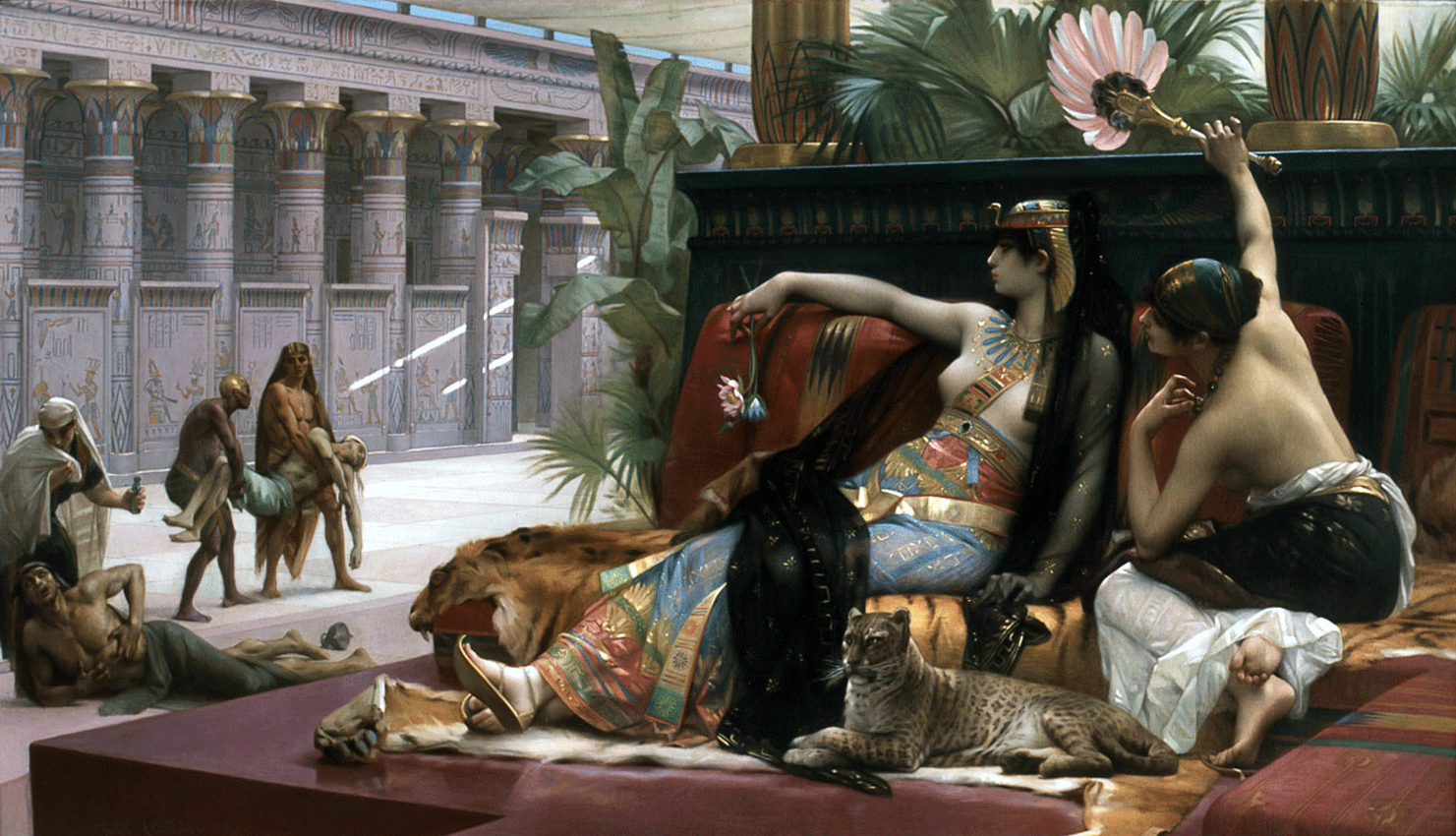
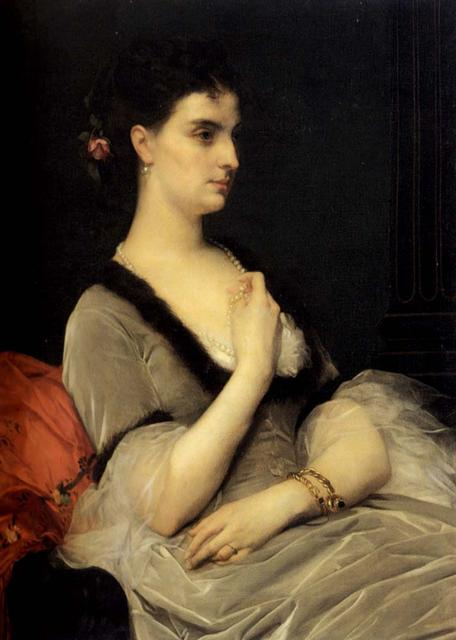
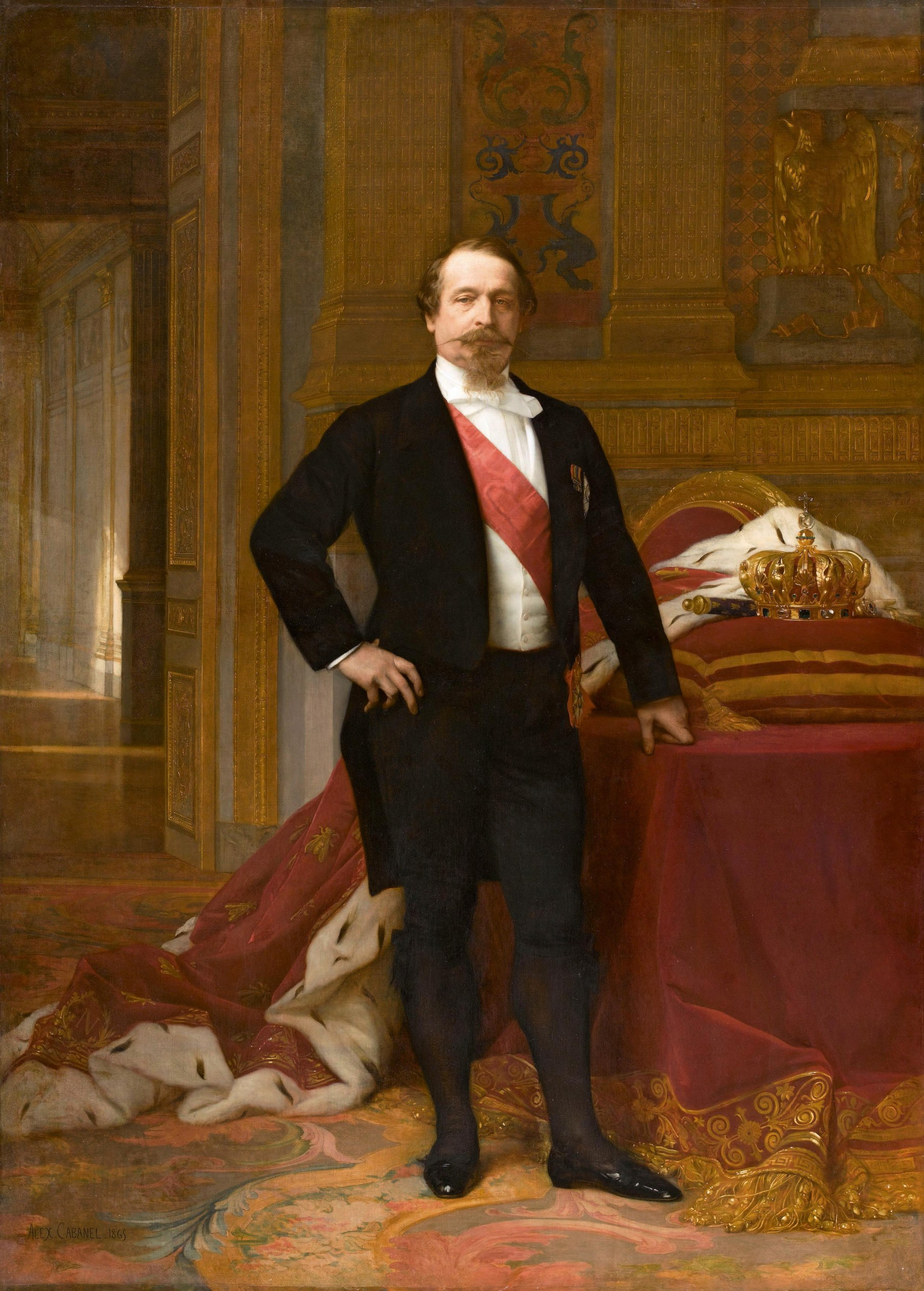
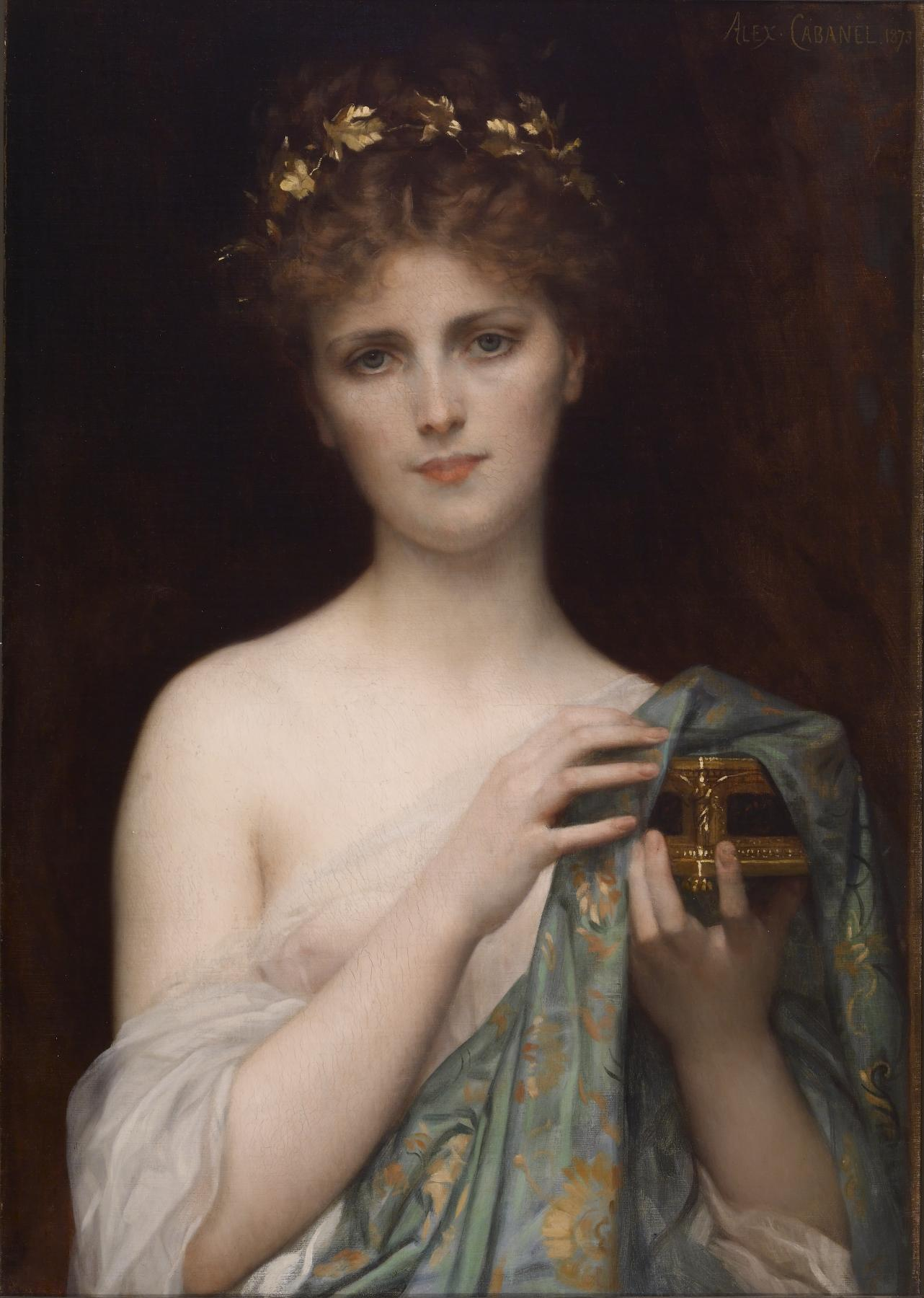
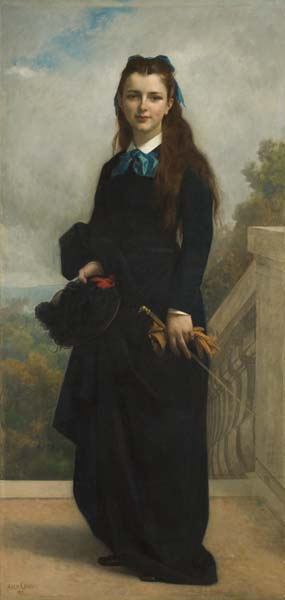